# Microsoft Windows XP 64

Sous le nom Windows XP 64 se trouvent en fait deux versions bien distinctes du système d'exploitation Windows XP de Microsoft, les dénominations commerciales sont plus précisément "Windows XP Professionnel Édition 64-bits" et "Windows XP Professionnel Édition x64". Actuellement, seules des versions dont les fonctionnalités sont proches de Windows XP Professionnel sont disponibles.
La première version conçue pour des stations de travail à architecture IA-64 utilisant le processeur Itanium a été mise sur le marché en 2001, Microsoft l'a refondue en 2003 pour finalement l'abandonner début janvier 2005 sans grande surprise face à un marché d'un petit nombre de stations de travail équipées de processeur Itanium, positionnées "haut de gamme" et fonctionnant le plus souvent sous Linux.
Le reste de cet article ne présente que la seconde version.

## Windows XP Professionnel Édition x64
Windows XP Professionnel Édition x64 est la version pour les machines à architecture 64 bits (AMD64 et Intel 64 ou EM64T), présentée officiellement le 25 avril 2005. Microsoft a décidé, en phase de démarrage, d'orienter sa politique concernant les systèmes d'exploitation 64 bits davantage vers les entreprises que vers les particuliers, la technologie n'étant alors que marginale. Aussi, Windows XP Pro x64 ne s'achète qu'en licence OEM.
Microsoft a annoncé la mise en place d'un système d'échange de licence, pour les possesseurs de licence Windows XP qui souhaitent passer à Windows XP 64. Cette offre a pris fin le 31 juillet 2005 et permettait à un utilisateur de Windows XP (la déclinaison Professionnel seulement) de l'échanger contre une version 64 bits pour quelques euros.

### Compatibilité 32 bits
Pour assurer l'exécution de programmes 32 bits, Windows XP 64 est capable d'émuler un processeur 32 bits. Cependant la migration ne sera certainement pas très simple, et certaines applications 32 bits pourraient rencontrer quelques problèmes de compatibilité avec Windows XP 64. 
Windows XP 64 emploie une technologie appelée WoW64 (Windows on Windows 64), pour lui permettre de faire fonctionner des applications de 32 bits en utilisant l'ensemble d'instructions IA32. Ceci, grâce aux dll Wow64.dll, Wow64win.dll et Wow64cpu.dll.
Cependant, aujourd'hui de plus en plus de matériels sont compatibles avec les versions 64 bits (XP 64 bits, mais également Vista 64 bits). Car les pilotes pour ce système d'exploitation sont ceux de Windows Server 2003 x64, ceux pour XP 64 et bien des pilotes pour Windows Vista 64. Depuis 2008 pratiquement 95 % des applications fonctionnent.

### Principales différences avec XP32
- jusqu'à 16 To de mémoire vive (mais en vérité limité à 128 Go), contre 3,5 Go pour XP32
- possibilité de mettre en cache jusqu'à 1 To de données, contre 1 Go pour XP32
- possibilité de supporter 512 To de mémoire virtuelle contre 16 To pour XP32
- impossibilité d'exécuter du code 16 bits
- possibilité d'exécuter du code 64 bits
- XP64 est basé sur Windows Server 2003 et non pas sur Windows XP Pro